# شانسکی
شانسکی (انگلیسی: Shansky) یک شهرک در شهرستان زیلایرسکی استان باشقیرستان کشور روسیه است.